# Castro (Chile)

Castro in der Region Los Lagos

Castro ist eine Stadt im Süden des südamerikanischen Anden-Staats Chile mit 41.452 Einwohnern (Census 2012). Sie ist Hauptstadt von Chiloé, der zweitgrößten Insel des Landes, in der Región de los Lagos.

## Geografie

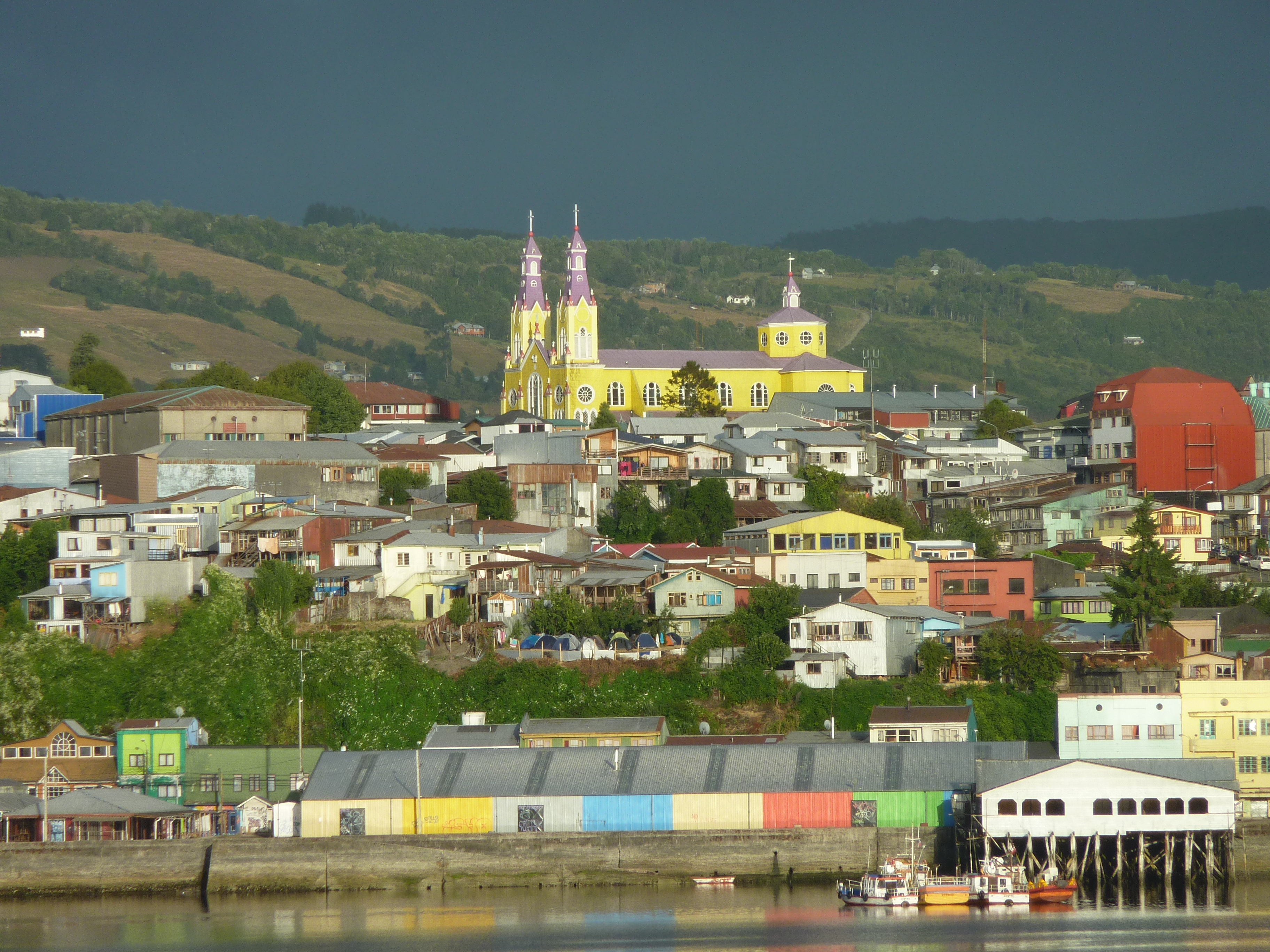
Ansicht von Castro (2016)

Die Stadt liegt 40 Meter über dem Meeresspiegel etwa in der Mitte der Insel Chiloé, rund 164 km südlich von Puerto Montt. Durch die Stadt führt die Panamericana.
Das Klima ist mild, aber außerordentlich feucht. Die Durchschnittstemperatur beträgt etwa 10 °C mit Schwankungen meist zwischen 0 und 20, selten bis 24 °C. Der Jahresniederschlag beträgt knapp 1600 mm im Jahr.
Im Dezember und Januar kann man ab Castro mit einer Autofähre nach Chaitén auf die kontinentale Seite übersetzen.

## Geschichte
Castro ist die drittälteste Stadt Chiles, die seit ihrer Gründung ununterbrochen bewohnt ist. Vor den Spaniern lebte schon das Volk der Huilliche auf Chiloé. Im Jahre 1540 erkundete Alonso de Camargo die Küstenlinien der Insel vom Schiff aus. Erstmals betreten wurde die Insel am 8. November 1553 von Francisco de Ulloa. Castro wurde am 12. Februar 1567 vom spanischen Kapitän Martín Ruiz de Gamboa gegründet. Die Stadt, die 1594 bereits 8000 Einwohner – mehrheitlich Farmer – zählte, wurde bis zur Mitte des 17. Jahrhunderts mehrmals von holländischen Piraten geplündert und 1837 durch ein Erdbeben zerstört.
Den Hauptstadt-Status auf Chiloé verlor Castro bei der Verlegung der Regierung nach Ancud (1788). Im Jahre 1907 lebten nur noch 1243 Einwohner in der Stadt. Im Jahre 1912 erhielt Castro einen Eisenbahnanschluss zur Stadt Ancud, der zu einem wirtschaftlichen Aufschwung führte. Beim Großen Chile-Erdbeben am 22. Mai 1960 wurde Castro stark beschädigt. Der Bahnhof und die Eisenbahnlinie nach Ancud wurden zerstört und nicht wieder aufgebaut. Auch das Rathaus der Stadt und viele der Stelzenhäuser fielen dem Erdbeben und dem anschließenden Tsunami zum Opfer. Zum Zeitpunkt des Erdbebens von 1960 hatte Castro 7000 Einwohner. Erst 1982 wurde Castro wieder die Hauptstadt der Insel.

## Wirtschaft
Castro lebt hauptsächlich vom Tourismus, der Fischerei und der Landwirtschaft.

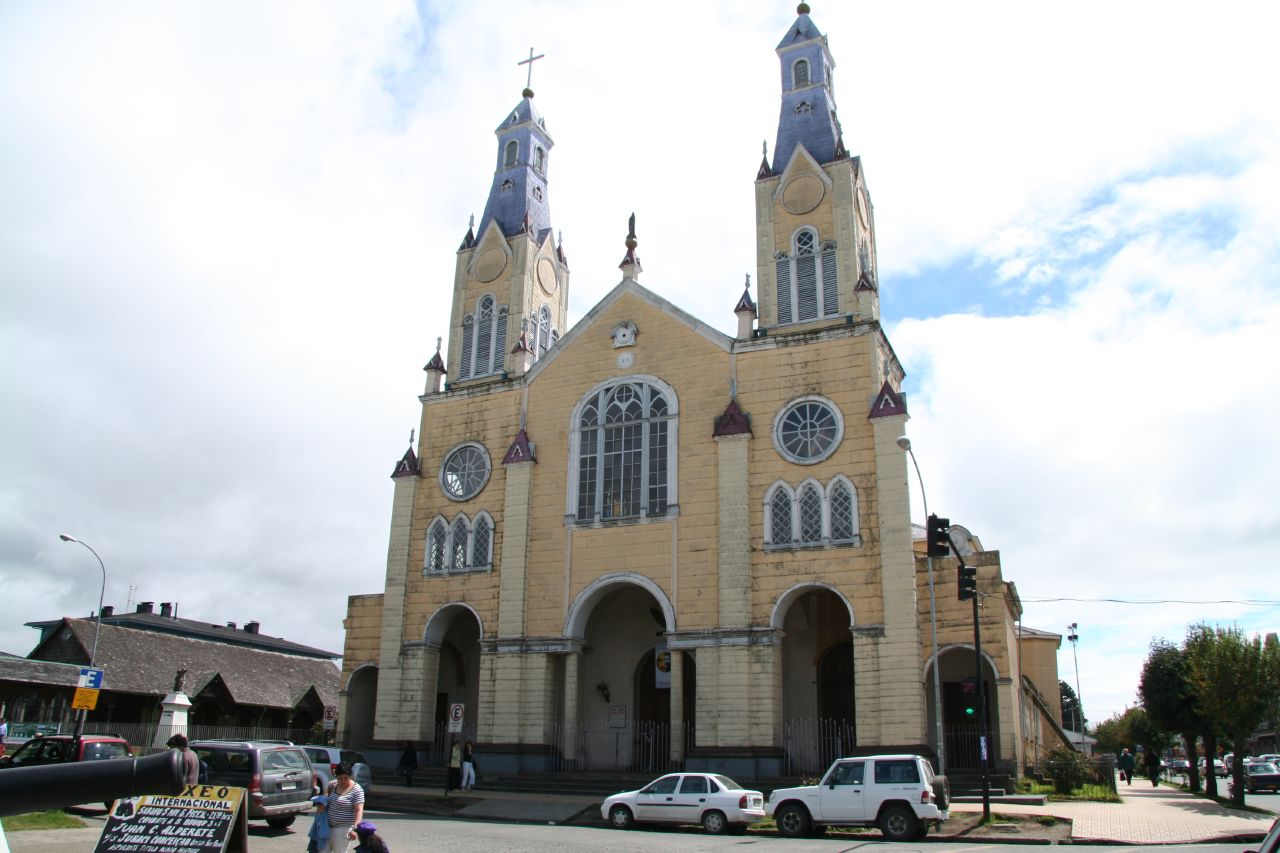
Holzkirche Iglesia de San Francisco

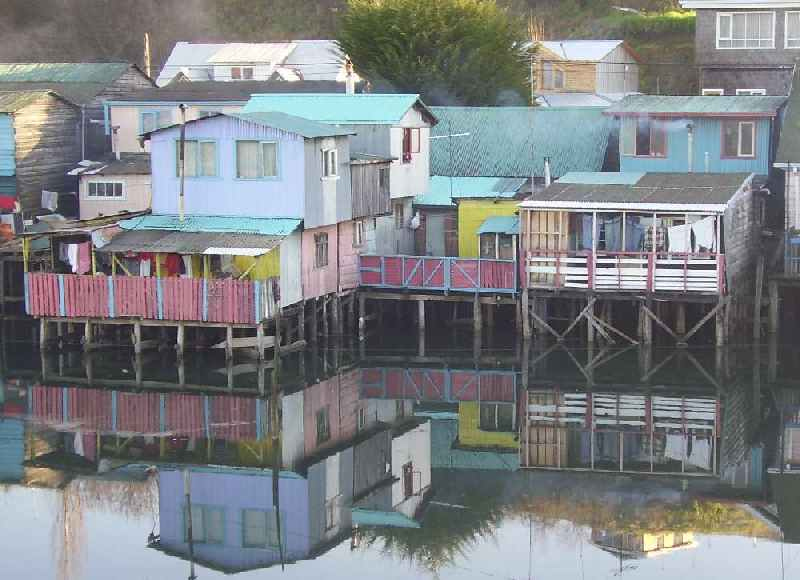
Stelzenhäuser in Castro

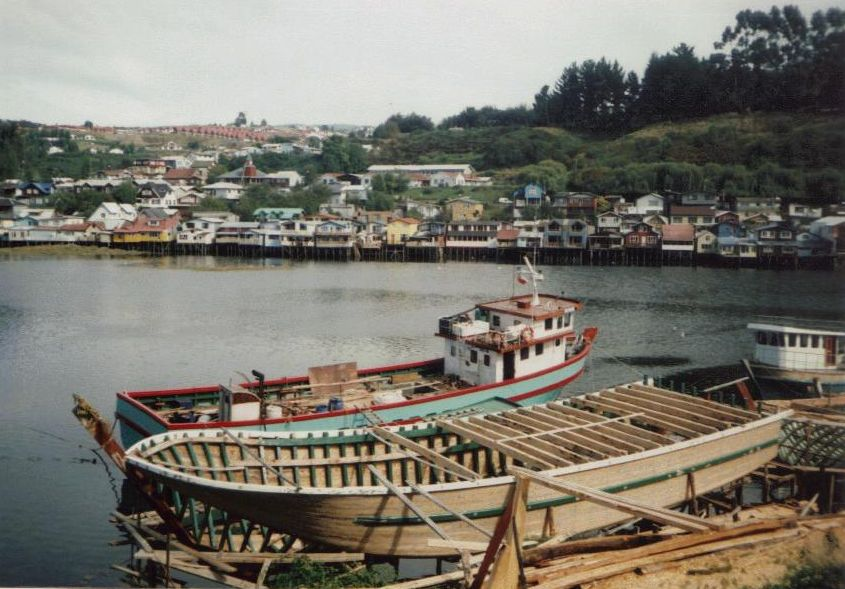
Werft und Stelzenhäuser im Stadtteil Gamboa

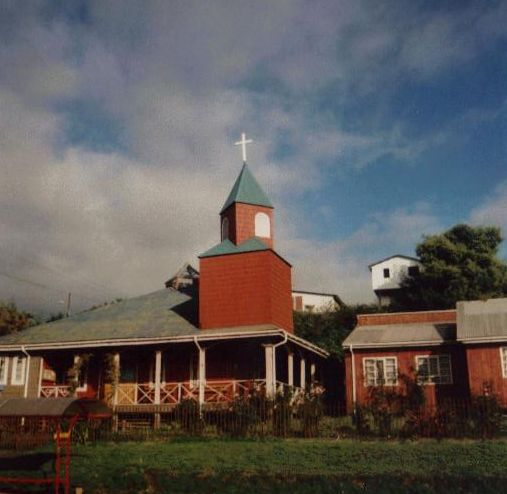
Kapelle im Baustil der Palafitos im Stadtteil Gamboa

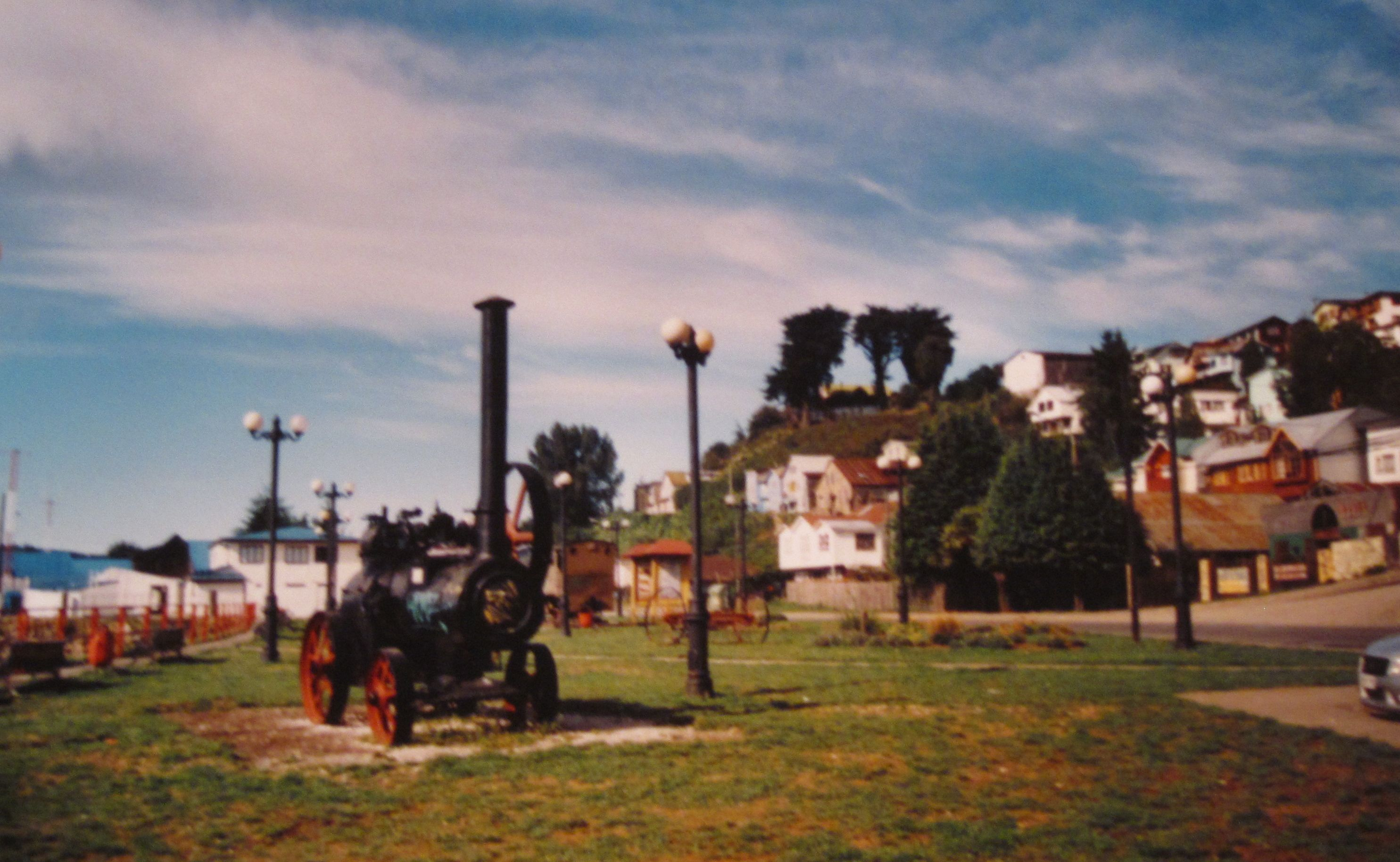
Parkanlage Plazuela del Tren

## Sehenswürdigkeiten
- An der Plaza de Armas mit ihren gepflegten Grünanlagen, dem Mittelpunkt Castros, erhebt sich die Hauptkirche der Stadt, die Iglesia de San Francisco, die – wie auch die Holzkirchen in den Stadtteilen Rilán, Nercón und Chelín 2000 gemeinsam mit anderen auf der Insel in das Weltkulturerbe der UNESCO aufgenommen wurde. Bereits 1567 stand an dieser Stelle eine erste Kirche. Der heutige 1910–1912 nach einem Brand im Stil der Neogotik von dem italienischen Architekten Eduardo Provasoli neu errichtete Bau ist mit 52 m Länge und 27 m Breite das größte Kirchengebäude der gesamten Insel.[5] Die beiden Türme der 1997–99 renovierten Kirche – der vierten an dieser Stelle – sind 42 m hoch und weithin sichtbar.
- Berühmt sind auch die palafitos genannten Pfahlbauten der Fischer an der Küste, die vor allem im westlichen Stadtviertel Barrio Gamboa an der Bucht Fiordo de Castro sowie im Nordosten der Stadt an der Küstenstraße Calle Pedro Montt erhalten sind. Viele dieser Stelzenhäuser fielen dem Erdbeben von 1960 und dem anschließenden Tsunami zum Opfer.
- Im Stadtteil Barrio Gamboa ist ebenfalls eine Kapelle im Stil der Palafitos sehenswert.
- Unterhalb der Innenstadt Castros befindet sich eine Werft, in der Fischerboote im traditionellen Stil gebaut werden. Von hier aus bietet sich ein schöner Blick auf die Pfahlbauten von Gamboa.
- Ein Kunsthandwerker-Markt (Fería de Artesanía) südlich des Hafens bietet reichlich Auswahl für Touristen.
- Das Regional-Museum (Museo Regional de Castro) von Castro bietet Zeugnisse aus der Zeit der Huillichen und Informationen über die Geschichte der spanischen Besiedlung von Castro.
- Ebenfalls besuchenswert ist das 1988 gegründete Museum für Moderne Kunst Chiloés (Museo de Arte Moderno de Chiloé).
- Unweit nördlich des Hafens wurde auf dem ehemaligen Bahnhofsgelände die Plazuela del Tren, ein kleiner Park, angelegt.[6] Hier wurden eine Lokomotive und andere Schienenfahrzeuge der Bahnlinie aufgestellt, die bis 1960 an dieser Stelle endete.
- Einmal im Jahr findet in der dritten Februarwoche ein großes Folklorefest statt, das Festival Costumbrista.
- Eine weitere Holzkirche, die von der UNESCO zum Weltkulturerbe erklärt wurde, steht im 2007 eingemeindeten Ortsteil Nercón, etwa fünf Kilometer südlich der Innenstadt. Sie trägt den Namen Iglesia Nuestra Señora de Gracia und wurde 1886–90 hauptsächlich aus dem Holz der Coihue-Südbuche erbaut, deren Holz auch in dem feuchten Klima Chiloés nicht fault. Vor der Kirche wurde ein gepflegter Garten angelegt, und hinter ihr breitet sich der Friedhof des Dorfes Nercón aus, das bereits 1627 bestand und schon 1734 über eine Kapelle an dieser Stelle verfügte.[7] Die am 27. Juli 1984 zum Nationalen Kulturdenkmal erklärte Kirche ist 37,3 m lang und 15,3 m breit, ihr Turm erreicht eine Höhe von 25,36 m.[8]
- Zwischen Nercón und Castro sind an der Brücke über den Fluss Nercón eine kleine Bootswerft, Boote aus Lärchenholz hergestellt werden, sowie eine kleine Votivkapelle sehenswert.[9]

## Umgebung
Die Fjord-Landschaft lädt zum Wandern ein. Westlich von Castro liegt der Nationalpark Chiloé. Südlich liegt das kleine Städtchen Chonchi mit dem weit bekannten Sommerfest Fiesta Criolla, das jeweils Mitte Februar stattfindet. Am Festwochenende steht die Stadt Kopf und Hunderte Menschen strömen in das sonst eher ruhige Städtchen am Meer.

## Verkehrsverbindungen
Von Castro aus bestehen gute Busverbindungen in alle Ortschaften der Insel Chiloé. Ebenso existieren Schiffsverbindungen nach Puerto Montt und Valdivia auf dem chilenischen Festland. Seit 2012 verfügt die Stadt Castro über den Flughafen Mocopulli, der mit der Fluglinie LATAM Airlines drei wöchentliche Verbindungen nach Santiago de Chile anbietet.

## Persönlichkeiten
- Claudio Alvarado (* 1960), Politiker
- Héctor Águila (* 1979), Fußballspieler